# Idiops hepburni
Espèce
Synonymes
- Acanthodon hepburni Hewitt, 1919

Idiops hepburni est une espèce d'araignées mygalomorphes de la famille des Idiopidae.

## Distribution
Cette espèce se rencontre en Afrique du Sud au Cap-Oriental et au Lesotho,.

## Description
Le mâle holotype mesure 10 mm et la femelle paratype 15,5 mm.

## Étymologie
Cette espèce est nommée en l'honneur de Ivan Hepburn.

## Publication originale
- Hewitt, 1919 : Descriptions of new South African Araneae and Solifugae. Annals of the Transvaal Museum, vol. 6, no 3, p. 63-111 (texte intégral).